# Consejo Nacional del Espacio
El Consejo Nacional del Espacio (en inglés: National Space Council) es un órgano dentro de la Oficina Ejecutiva del Presidente de los Estados Unidos creado por primera vez 1958 bajo la presidencia de Dwight Eisenhower y bajo el nombre de Consejo Nacional de Aeronáutica y del Espacio, cerrado varias veces y reinstaurado de nuevo por Donald Trump en 2017.

## Historia

### Modelo Eisenhower (1958-1973)
En 1958 fue creado bajo el nombre de Consejo Nacional de Aeronáutica y del Espacio (National Aeronautics and Space Council), establecido mediante la Ley Nacional de Aeronáutica y Espacio de ese mismo año, siendo presidido por el mismo presidente de los Estados Unidos, Dwight Eisenhower. Los demás miembros que formaban parte del Consejo era el Secretario de Defensa, el Secretario de Estado, el Administrador de la NASA y el Presidente de la Comisión de Energía Atómica, además de hasta cuatro miembros adicionales (uno del gobierno federal y hasta tres de la industria privada) elegidos a discreción del presidente.
Eisenhower, viendo que al no usó el Consejo extensamente durante su presidencia, recomendó que al finalizar su último año en el cargo, fuera abolido. No ocupó el puesto de secretario ejecutivo, pero nombró a un secretario interino cedido por la NASA. Poco antes de asumir el cargo, el presidente electo John F. Kennedy anunció que deseaba que su vicepresidente, Lyndon Johnson, se convirtiera en presidente del Consejo lo que requeriría una enmienda a la Ley espacial.
Edward C. Welsh fue el primer secretario ejecutivo del Consejo, nombrado en 1961 por el presidente John F. Kennedy. Welsh, quien como asistente legislativo del senador Stuart Symington ayudó a redactar la legislación de 1958 que creó la NASA y el Consejo, pasando la década de 1960 como el principal asesor de la Casa Blanca en asuntos espaciales. Después de su retiro en 1969, se mantuvo activo como asesor de la NASA. En 1973, el Consejo fue desmantelado.

### Modelo H.W. Bush (1989-1993)
En 1989, durante la administración del presidente George H.W. Bush, se volvió a crear bajo el nombre Consejo Nacional del Espacio como una versión modificada del primer consejo, siendo dirigido por Dan Quayle y cuyos miembros eran el Secretario de Estado, el Secretario del Tesoro, el Secretario de Defensa, el Secretario de Comercio, el Secretario de Transporte, el director de la Oficina de Administración y Presupuesto, los consejeros del Seguridad Nacional y Consejo Nacional de Ciencia y Tecnología, el director de la Agencia Central de Inteligencia y el Administrador de la NASA. En 1993 se disolvió otra vez. 

### Modelo Trump (2017-actualidad)

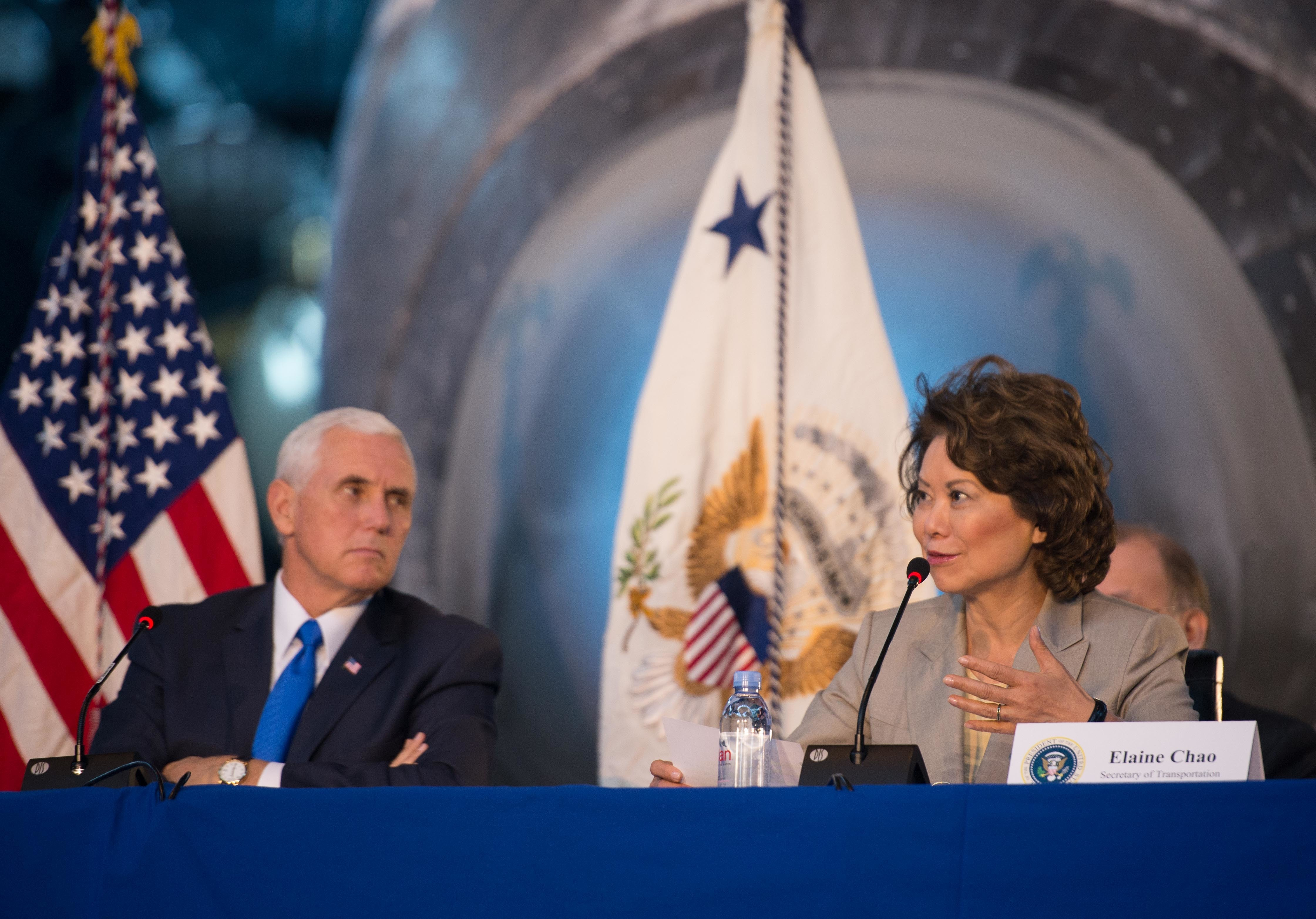
El director del consejo Mike Pence y la Secretaria de Transporte, Elaine Chao, en la segunda reunión del Consejo de la era Trump, celebrado en el Centro espacial John F. Kennedy.

En octubre de 2016, Robert Smith Walker y Peter Navarro, dos asesores sénior de política del candidato presidencial republicano Donald Trump, escribieron en un artículo op-ed en SpaceNews diciendo que, de ser elegido presidente Tump, reinstituiría un consejo nacional de política espacial y este estaría encabezado por el vicepresidente. Una vez elegido Trump como presidente, en su primer año al frente de la administración el vicepresidente Mike Pence indicó que se restablecería el Consejo Nacional del Espacio y que tendría una participación significativa en la dirección de las actividades estadounidenses en el espacio. El 30 de junio de 2017, el presidente Trump firmó una orden ejecutiva para dicho restablecimiento. Después de su reinstitución, el consejo se reunió por primera vez el 5 de octubre de 2017 en el Museo Nacional del Aire y el Espacio de Estados Unidos.
En 2018, en una de las reuniones del Consejo, el presidente Trump anunció la creación de una sexta rama militar dedicada en exclusiva a lo que confiere el espacio, bautizada como United States Space Force (USSF).

## Miembros del Consejo
El Consejo Nacional del Espacio está formado por los siguientes:
- Vicepresidente de los Estados Unidos, como director.
- Secretario de Estado.
- Secretario de Defensa.
- Secretario de Comercio.
- Secretario de Transporte.
- Secretario de Seguridad.
- Director de la Agencia Central de Inteligencia.
- Director de la Oficina de Administración y Presupuesto.
- Consejero de Seguridad Nacional.
- Consejero del Departamento de Seguridad Nacional de los Estados Unidos.
- Presidente del Estado Mayor Conjunto de los Estados Unidos.